# Killiney
Killiney (Iers: Cill Iníon Léinín ("kerk van de dochters van Leinin")), is een plaats in Ierland. Killiney maakt deel uit van de agglomeratie Dublin. Het ligt aan Dublin Bay, ten zuiden van Dalkey.
In 1887 werd in Killiney het Victoria Hill Park geopend ter ere van koningin Victoria, die in dat jaar haar 50-jarig jubileum als vorstin vierde. Het heet inmiddels Killiney Hill Park. Vanuit het hooggelegen park heeft men uitzicht op de baai, de Wicklow Mountains in het zuiden en Howth Head in het noorden. Dit uitzicht wordt wel vergeleken met de baai van Napels in Italië, wat ook blijkt uit een aantal straatnamen in Killiney: Vico, Sorrento, Monte Alverno, San Elmo en Capri. In het verleden hoorde het park bij de landerijen van Killiney Castle, dat nu een hotel is.
Het DART-traject tussen Killiney en Dalkey wordt beschouwd als het mooiste deel van de lijn. Het station ligt direct aan het strand van Killiney.
Killiney geldt als een van de chiquere woongebieden van Dublin. Hier wonen bekende musici als Enya, Van Morrison en de U2-coryfeeën Bono en The Edge.
Een deel van de film My Left Foot (1989) werd in Killiney opgenomen.

## Overleden
- Allard Oosterhuis (1902-1967), Nederlandse verzetsstrijder tijdens de Tweede Wereldoorlog